# Lago Hjälmaren
Hjälmaren ( pronúncia) ou Hielmar (em latim: Hielmar lacus) é o 4º maior lago da Suécia. Está situado na região da Svealand, no ponto de encontro das províncias históricas de Västmanland, Södermanland e Närke. As suas águas banham a cidade de Örebro. Tem uma área de 485 km2 e uma profundidade máxima de 20 m. Está ligado ao lago Mälaren através do rio Eskilstunaån e do rio Arbogaån-Canal do Hjälmaren.